# アモルを売る女
『アモルを売る女』（アモルをうるおんな、フランス語: La Marchande d'Amours）は、フランスの画家、ジョゼフ＝マリー・ヴィアン（1716-1809）が、1763年描いた油絵である。紀元79年のベスビオ火山の噴火で溶岩と火山灰の下に埋まり、1759年に発掘されたナポリ近郊のスタビアエ（Stabiae）の街の古代ローマの壁画を元に描かれた作品である。女性が買い求めたアモル（ローマ神話の愛の神で、クピードーまたはキューピットの別名）を行商人が籠からつまみ出して渡しているという意匠である。
新古典主義の初期の絵画である。ルーブル美術館が所有するが、フランス、フォンテーヌブローのMusée national du Château de Fontainebleauに貸し出されている。
作者のジョゼフ＝マリー・ヴィアンは1744年からローマに留学し、1750年までローマに滞在した。その後、古代ローマやギリシャの女性の人物画を描いて成功していた。『アモルを売る女』の元となった古代ローマの壁画は1759年に発見され、1762年にイタリアの画家、カルロ・ノッリ（Carlo Nolli: 1724-c.1770）の模写をもとにジョヴァンニ・エリア・モルゲン（Giovanni Elia Morghen）によって版画にされて出版されていた。
ヴィアンの『アモルを売る女』は他のヴィアンの作品や元の壁画の図とともに1763年のパリのサロンに『アクセサリー売り（La Marchande à la toilette』のタイトルで展示され、大きな評判になった。もとになった作品とは構図を変え、より写実的な細部の表現になっていた。
作品は1778年頃にパリ軍事総督であった第8代ブリサック公爵ルイ・エルキュール・ティモレオンによって購入され、1788年にルイ15世の公妾であったデュ・バリー夫人に贈られた。作品はルーヴシエンヌのデュ・バリー夫人の邸に置かれていたが、フランス革命中の1791年にデュ・バリー夫人の邸は略奪にあい、絵画は国に没収された。七月王政の時代の1837年に、この作品はフォンテーヌブロー宮殿に移され、ルイ・フィリップの義理の娘、オルレアン公爵夫人の部屋に飾られた。

## ギャラリー

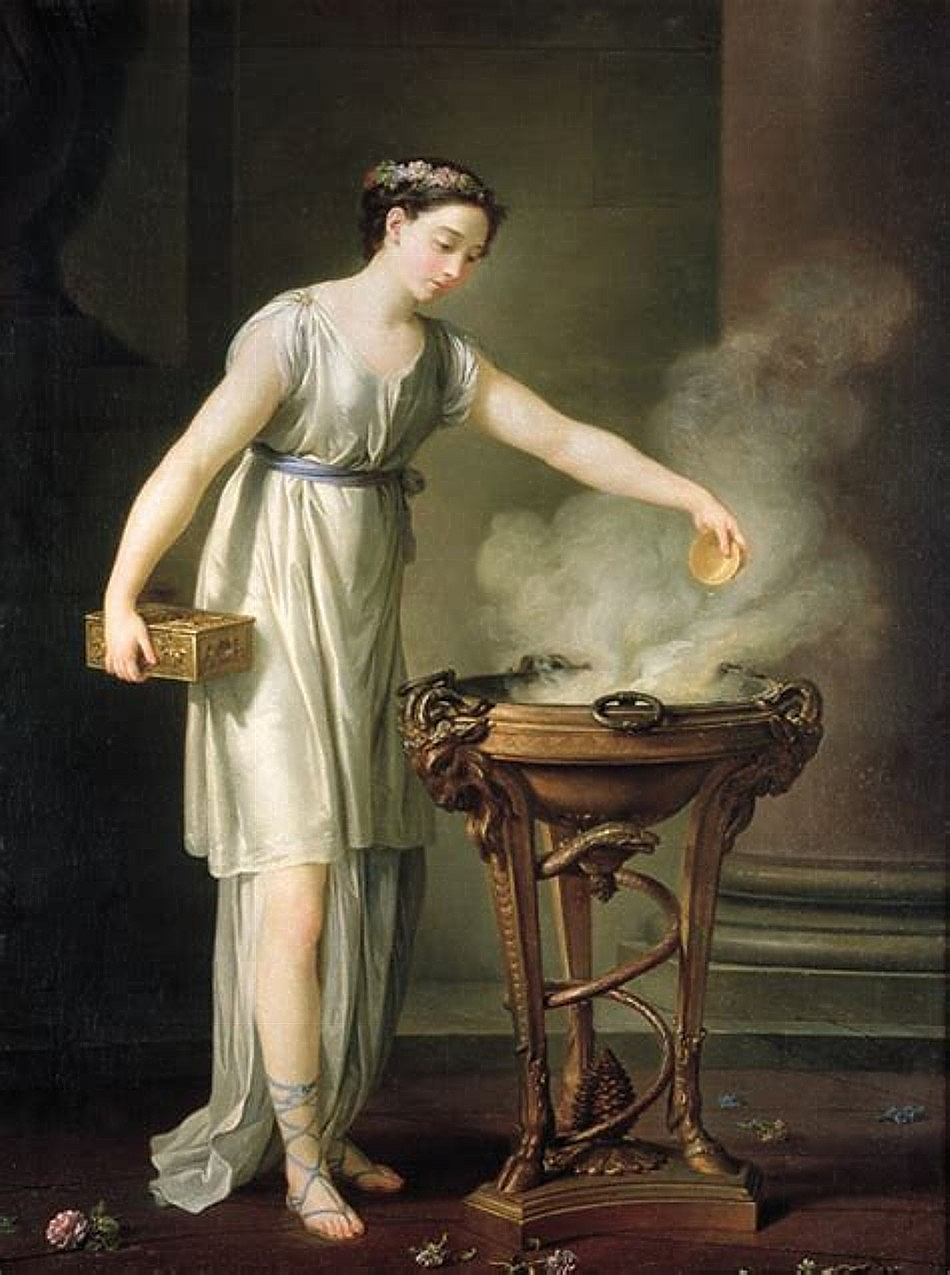
1762年のヴィアンの作品、『高潔なアテナイ人』(1762)
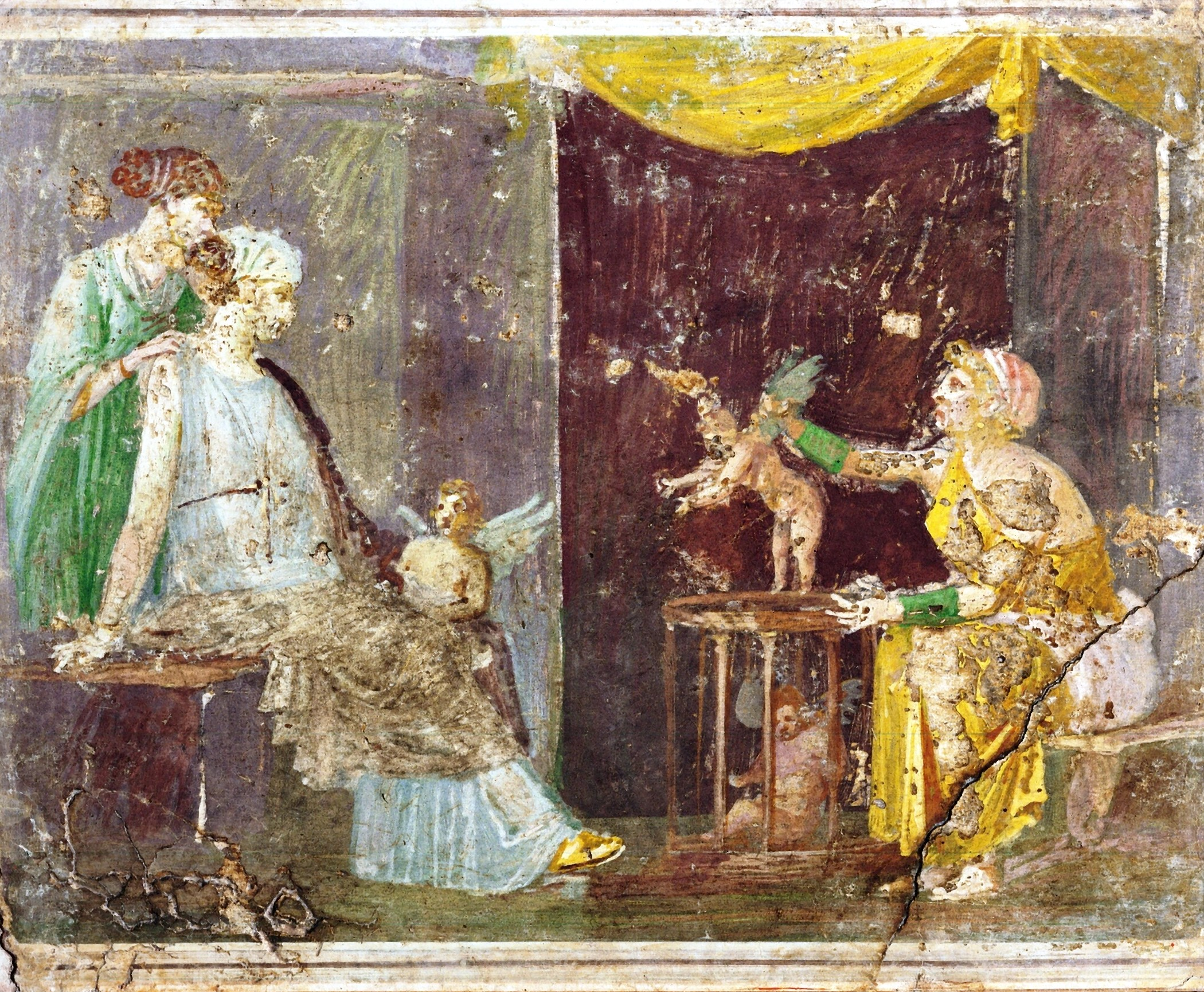
作品の元になったスタビアエの壁画、ナポリのMuseo archeologico nazionale蔵、寸法は22cm×28cm
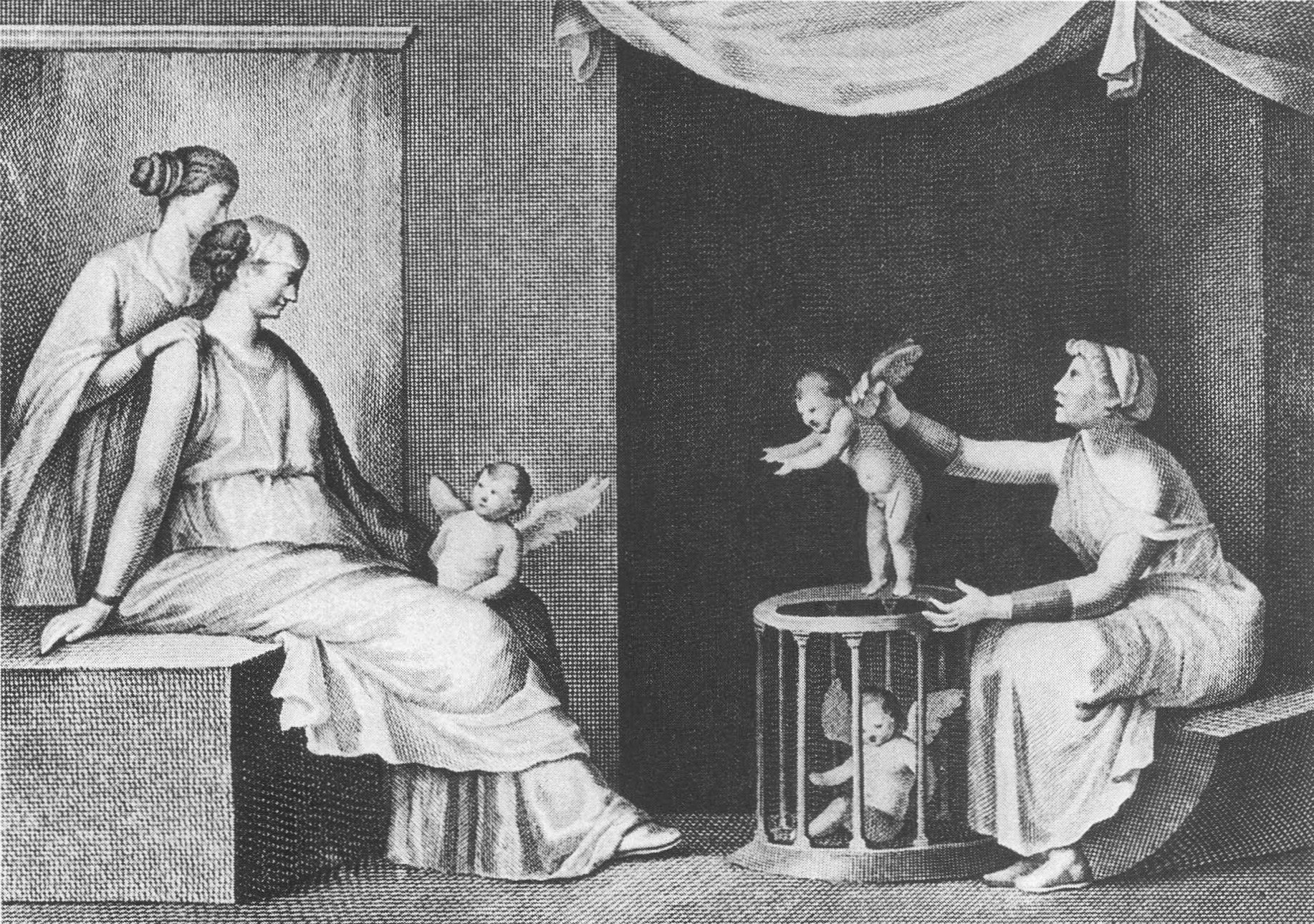
カルロ・ノッリの原画による複製版画　(1862)
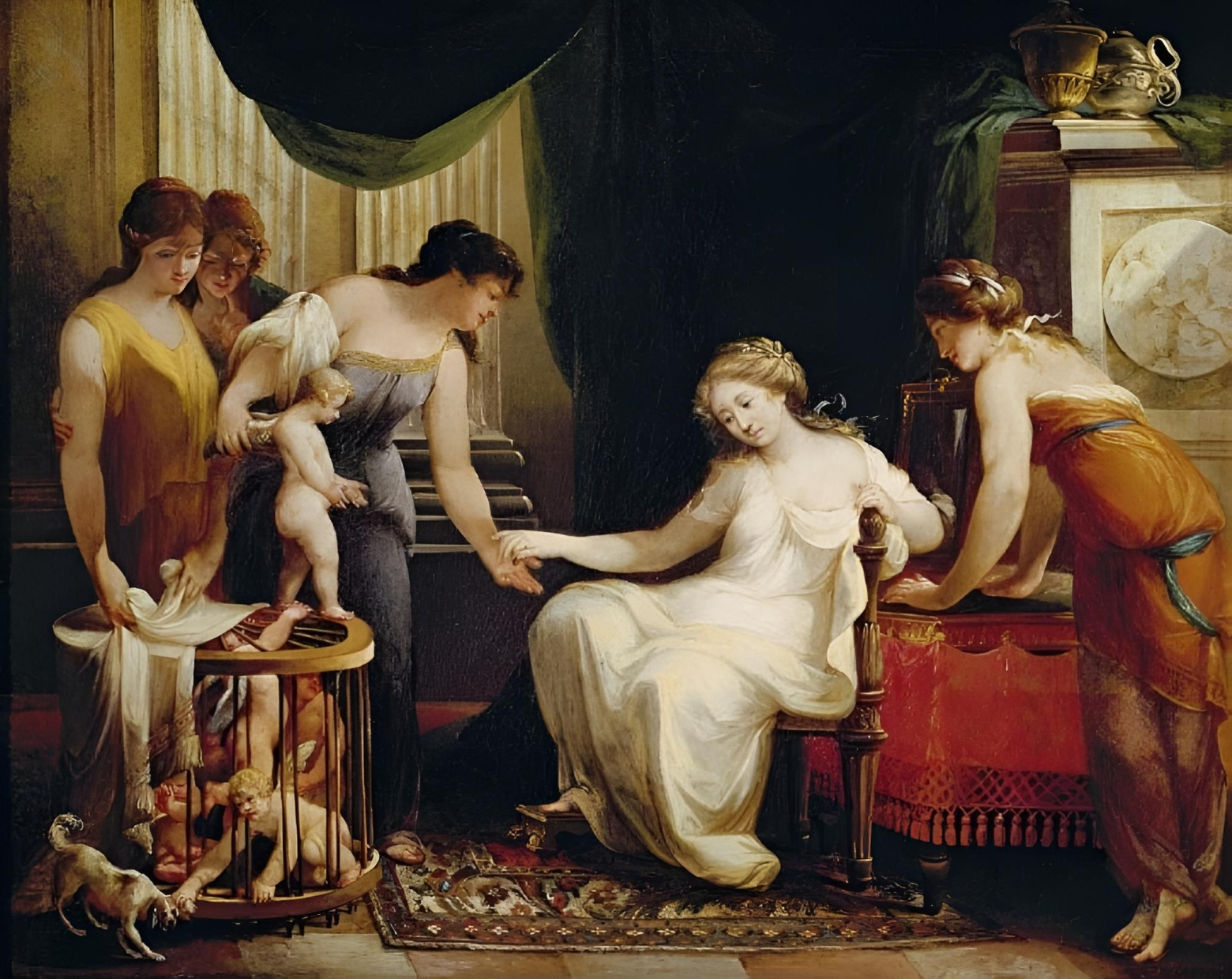
ジャック・ガムランによる『アモルを売る女』(1865)
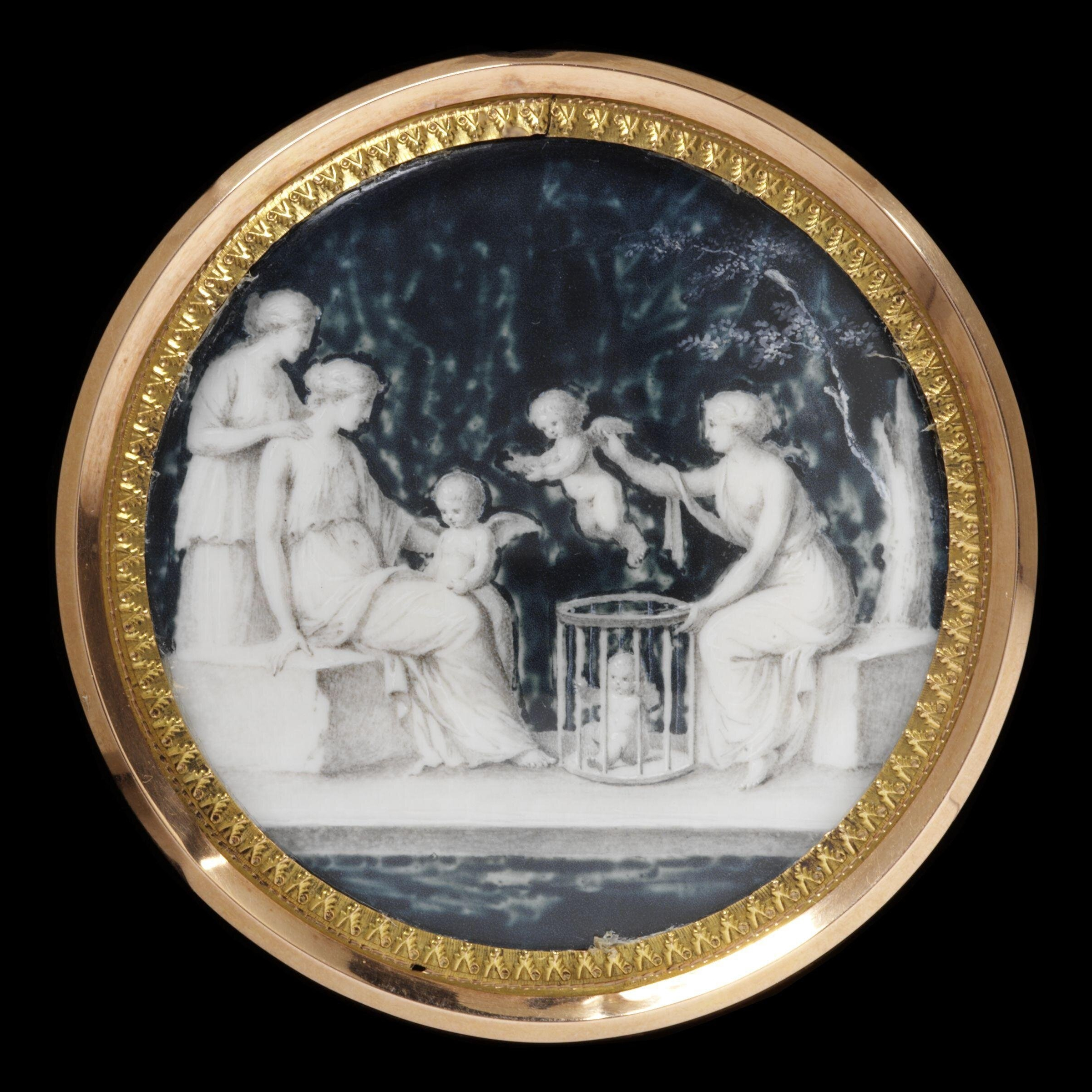
同様の意匠を採用した家具の装飾